# Bulgarischer Fußballpokal 2014/15
Der Bulgarischer Fußballpokal 2014/15 war die 75. Austragung des Pokalwettbewerbs im Fußball in Bulgarien. Pokalsieger wurde Tscherno More Warna. Das Team setzte sich im Finale gegen Lewski Sofia durch. Durch den Sieg qualifizierte sich Tscherno More für die 2. Qualifikationsrunde der UEFA Europa League 2015/16.

## Modus
In der 1. Runde und im Finale wurden die Begegnungen in einem Spiel entschieden. Bei unentschiedenem Ausgang gab es eine Verlängerung von zweimal 15 Minuten und gegebenenfalls ein Elfmeterschießen.
Von der 2. Runde bis zum Halbfinale wurde der Sieger in Hin- und Rückspiel ermittelt. Bei Torgleichheit entschied zunächst die Anzahl der auswärts erzielten Tore, danach eine Verlängerung und falls erforderlich ein Elfmeterschießen.

## Teilnehmer
| A Grupa (12) | B Grupa (16) | Regionalcup (4) |
| --- | --- | --- |
| - Beroe Stara Sagora - Botew Plowdiw - FK Chaskowo - Lewski Sofia - Litex Lowetsch - Lokomotive Plowdiw - Lokomotive Sofia - Ludogorez Rasgrad - Marek Dupniza - Slawia Sofia - Tscherno More Warna - ZSKA Sofia | - FC Bansko - FC Botew Galabowo - FC Botew Wraza - FC Burgas - PFC Dobrudscha Dobritsch - Lok Gorna Orjachowiza - Lokomotive 2012 Mesdra - PFK Montana - Pirin Blagoewgrad - FC Pirin Raslog - FC Rakowski 2001 - Septemwri Simitli - FC Sosopol - Spartak Warna - FC Tschernomorez Burgas - Wereja Stara Sagora | Nordwest Gruppe: - FK Manastirischte 2000 (IV) Nordost Gruppe: - FC Dunaw Russe (III) Südwest Gruppe: - FC Pirin Goze Deltschew (III) Südost Gruppe: - FK Atletik Kuklen (IV) |

## 1. Runde
| Datum      |                               | Ergebnis  |                               |
| ---------- | ----------------------------- | --------- | ----------------------------- |
| 23.09.2014 | Lokomotive 2012 Mesdra (II)   | 0:4       | Botew Plowdiw (I)             |
| 23.09.2014 | Spartak Warna (II)            | 1:7       | Lewski Sofia (I)              |
| 23.09.2014 | Wereja Stara Sagora (II)      | 0:2       | Lokomotive Plowdiw (I)        |
| 24.09.2014 | PFK Montana (II)              | 2:1 n. V. | ZSKA Sofia (I)                |
| 24.09.2014 | FC Pirin Raslog (II)          | 0:1       | Lokomotive Sofia (I)          |
| 24.09.2014 | FC Dunaw Russe (III)          | 4:0       | FC Rakowski 2001 (II)         |
| 24.09.2014 | FC Sosopol (II)               | 0:2       | Tscherno More Warna (I)       |
| 24.09.2014 | FC Burgas (II)                | 0:1       | Beroe Stara Sagora (I)        |
| 24.09.2014 | FK Manastirischte 2000 (IV)   | 1:4       | Lok Gorna Orjachowiza (III)   |
| 24.09.2014 | FK Atletik Kuklen (IV)        | 0:6       | FC Bansko (II)                |
| 24.09.2014 | FC Botew Galabowo (II)        | 1:0       | Marek Dupniza (I)             |
| 24.09.2014 | Septemwri Simitli (II)        | 1:3       | FK Chaskowo (I)               |
| 24.09.2014 | FC Pirin Goze Deltschew (III) | 3:0       | PFC Dobrudscha Dobritsch (II) |
| 24.09.2014 | FC Tschernomorez Burgas (II)  | 1:3       | Slawia Sofia (I)              |
| 24.09.2014 | FC Botew Wraza (II)           | 1:5       | Ludogorez Rasgrad (I)         |
| 25.09.2014 | Pirin Blagoewgrad (II)        | 1:2 n. V. | Litex Lowetsch (I)            |

## Achtelfinale
| Datum             |                             | Gesamt    |                               | Hinspiel | Rückspiel |
| ----------------- | --------------------------- | --------- | ----------------------------- | -------- | --------- |
| 28.10./12.11.2014 | Tscherno More Warna (I)     | 7:1       | Slawia Sofia (I)              | 3:1      | 4:0       |
| 28.10./03.12.2014 | Lokomotive Plowdiw (I)      | 4:2       | Botew Plowdiw (I)             | 2:0      | 2:2       |
| 28.10./03.12.2014 | Litex Lowetsch (I)          | 3:2       | FC Pirin Goze Deltschew (III) | 1:1      | 2:1       |
| 29.10./14.11.2014 | PFK Montana (II)            | 2:9       | Lewski Sofia (I)              | 1:4      | 1:5       |
| 29.10./03.12.2014 | FC Botew Galabowo (II)      | 2:4       | Lokomotive Sofia (I)          | 2:0      | 0:4       |
| 29.10./03.12.2014 | FK Chaskowo (I)             | 3:2       | FC Bansko (II)                | 3:0      | 0:2       |
| 29.10./06.12.2014 | Lok Gorna Orjachowiza (III) | 2:1       | FC Dunaw Russe (I)            | 1:1      | 1:0       |
| 15.02./22.02.2015 | Beroe Stara Sagora (I)      | (a)2:2(a) | Ludogorez Rasgrad (I)         | 2:1      | 0:1       |

## Viertelfinale
| Datum             |                         | Gesamt |                             | Hinspiel | Rückspiel |
| ----------------- | ----------------------- | ------ | --------------------------- | -------- | --------- |
| 21.02./03.03.2015 | Lewski Sofia (I)        | 4:1    | FK Chaskowo (I)             | 3:0      | 1:1       |
| 21.02./05.03.2015 | Tscherno More Warna (I) | 6:0    | Lok Gorna Orjachowiza (III) | 1:0      | 5:0       |
| 22.02./04.03.2015 | Lokomotive Plowdiw (I)  | 4:2    | Lokomotive Sofia (I)        | 2:1      | 2:1       |
| 04.03./18.03.2015 | Litex Lowetsch (I)      | 0:5    | Ludogorez Rasgrad (I)       | 0:0      | 0:5       |

## Halbfinale
| Datum             |                         | Gesamt |                        | Hinspiel | Rückspiel |
| ----------------- | ----------------------- | ------ | ---------------------- | -------- | --------- |
| 07.04./28.04.2015 | Tscherno More Warna (I) | 8:3    | Lokomotive Plowdiw (I) | 5:1      | 3:2       |
| 08.04./29.04.2015 | Ludogorez Rasgrad (I)   | 0:1    | Lewski Sofia (I)       | 0:0      | 0:1       |

## Finale
| Paarung             | Lewski Sofia – Tscherno More Warna |
| Ergebnis            | 1:2 n. V. (1:1, 0:0) |
| Datum               | 30. Mai 2015 |
| Stadion             | Lasur-Stadion, Burgas |
| Zuschauer           | 13.910 |
| Schiedsrichter      | Iwajlo Stojanow |
| Tore                | 1:0 Añete (72.) 1:1 Bacari (90.+2') 1:2 Mathias Coureur (119.) |
| Lewski Sofia        | Bojan Jorgačević – Roman Procházka, Borislaw Stojtschew, Aymen Belaïd (28. Emil Ninu), Wesselin Minew – Wladimir Gadschew , Añete (87. Stefan Welew), Miguel Bedoya – Luís Pedro (64. Boschidar Kraew), Waleri Domowtschijski, Liban Abdi Cheftrainer: Stojtscho Stojew |
| Tscherno More Warna | Aleksandar Čanović – Sténio, Todor Palankow, Schiwko Atanasow (86. Georgi Boschilow), Michail Wenkow , Marc Klok, Sebastián Hernández, Marcin Burkhardt – Mathias Coureur, Wiljan Bischew (59. Bacari), Simeon Rajkow (75. Iwan Kokonow) Cheftrainer: Nikola Spassow    |
| Gelbe Karten        | Borislaw Stojtschew, Aymen Belaïd – Marc Klok, Michail Wenkow, Sebastián Hernández |
| Platzverweise       | keine – Sténio (38.) |
|                     | Wesselin Minew (120.+4') – keine |